# Psilochorus nigromaculatus
Psilochorus nigromaculatus is een spinnensoort uit de familie trilspinnen (Pholcidae). De soort komt voor in Nieuw-Guinea.